# Vanamõisa (Kose)
Vanamõisa – wieś w Estonii, w prowincji Harju, w gminie Kose.